# Omey
Omey és un municipi francès, situat al departament del Marne i a la regió del Gran Est. L'any 2007 tenia 248 habitants.

## Demografia

### Població
El 2007 la població de fet d'Omey era de 248 persones. Hi havia 112 famílies, de les quals 36 eren unipersonals (16 homes vivint sols i 20 dones vivint soles), 32 parelles sense fills, 36 parelles amb fills i 8 famílies monoparentals amb fills.
La població ha evolucionat segons el següent gràfic:
Habitants censats

### Habitatges
El 2007 hi havia 116 habitatges, 114 eren l'habitatge principal de la família i 2 estaven desocupats. 97 eren cases i 19 eren apartaments. Dels 114 habitatges principals, 89 estaven ocupats pels seus propietaris i 25 estaven llogats i ocupats pels llogaters; 1 tenia una cambra, 6 en tenien dues, 7 en tenien tres, 50 en tenien quatre i 50 en tenien cinc o més. 102 habitatges disposaven pel capbaix d'una plaça de pàrquing. A 40 habitatges hi havia un automòbil i a 51 n'hi havia dos o més.

### Piràmide de població
La piràmide de població per edats i sexe el 2009 era:
| Homes | Edats   | Dones |
| ----- | ------- | ----- |
| 0     | 95 o +  | 0     |
| 0     | 90 a 94 | 0     |
| 0     | 85 a 89 | 0     |
| 0     | 80 a 84 | 4     |
| 4     | 75 a 79 | 0     |
| 8     | 70 a 74 | 4     |
| 8     | 65 a 69 | 16    |
| 4     | 60 a 64 | 12    |
| 8     | 55 a 59 | 0     |
| 12    | 50 a 54 | 12    |
| 12    | 45 a 49 | 12    |
| 8     | 40 a 44 | 8     |
| 0     | 35 a 39 | 8     |
| 12    | 30 a 34 | 8     |
| 12    | 25 a 29 | 8     |
| 0     | 20 a 24 | 4     |
| 16    | 15 a 19 | 8     |
| 12    | 10 a 14 | 16    |
| 0     | 5 a 9   | 4     |
| 0     | 0 a 4   | 8     |

## Economia
El 2007 la població en edat de treballar era de 163 persones, 118 eren actives i 45 eren inactives. De les 118 persones actives 112 estaven ocupades (63 homes i 49 dones) i 6 estaven aturades (3 homes i 3 dones). De les 45 persones inactives 18 estaven jubilades, 10 estaven estudiant i 17 estaven classificades com a «altres inactius».

### Ingressos
El 2009 a Omey hi havia 110 unitats fiscals que integraven 232,5 persones, la mediana anual d'ingressos fiscals per persona era de 19.237 €.

### Activitats econòmiques
Dels 5  establiments que hi havia el 2007, 3 eren d'empreses extractives, 1 d'una empresa de fabricació d'altres productes industrials i 1 d'una empresa de transport.

## Poblacions més properes
El següent diagrama mostra les poblacions més properes.